# Edvard Eriksen

Mała Syrenka – najbardziej znane dzieło Edvarda Eriksena.

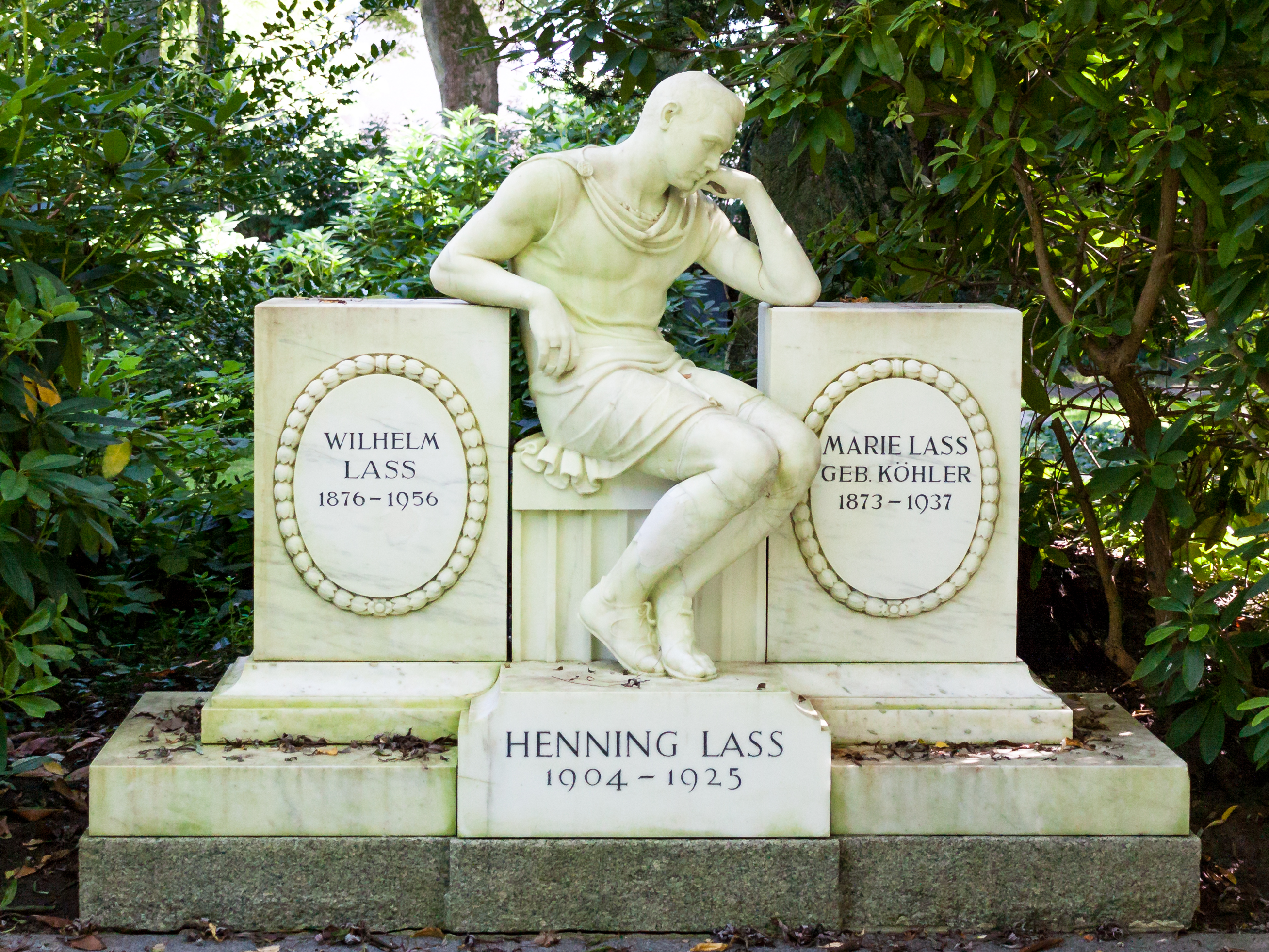
Marmurowy posąg młodego mężczyzny na grobie Henninga Lassa, dłuta Edvarda Eriksena, 1927.

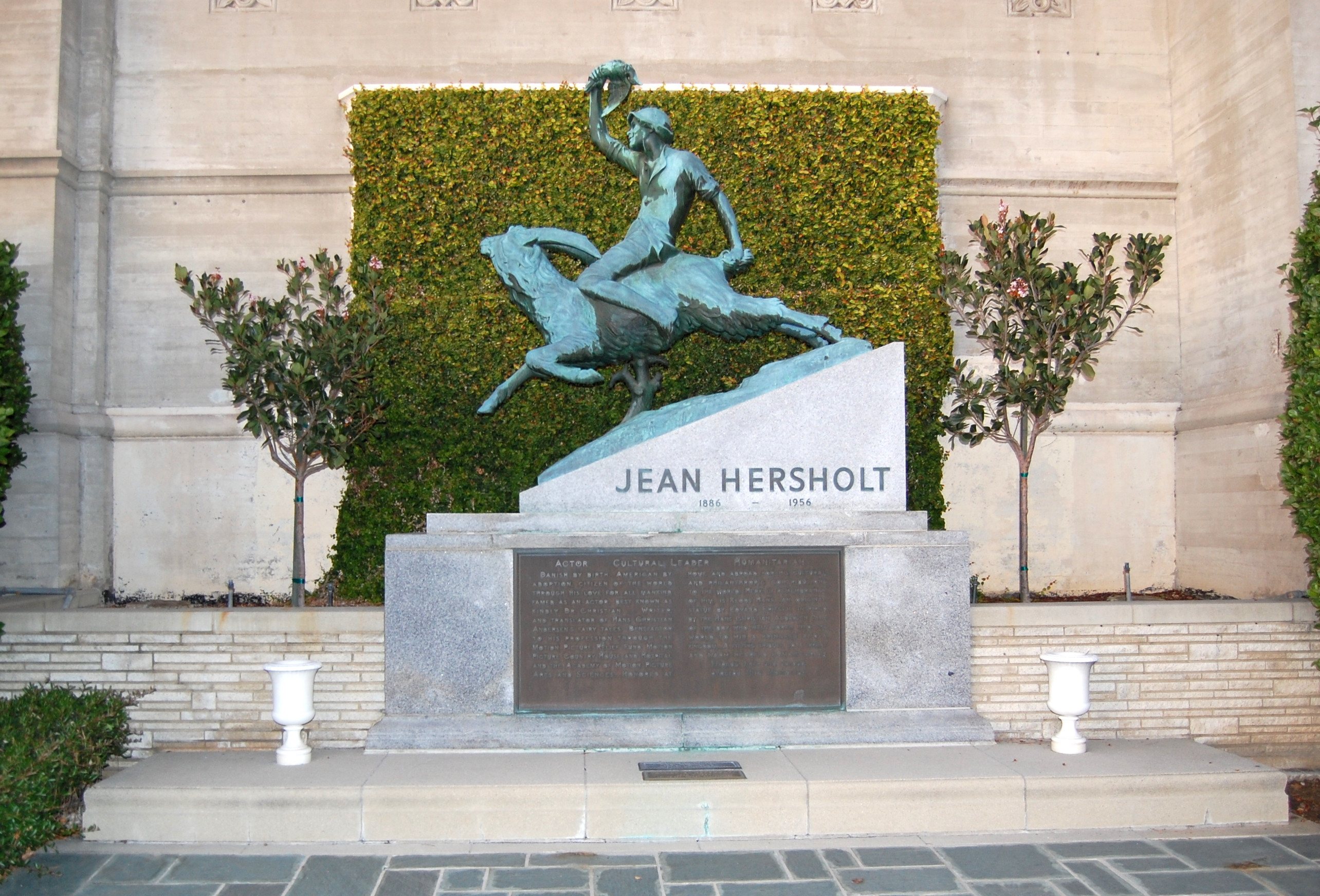
Posąg pędzącego na ośle Głupiego Jasia na grobie Jeana Hersholta, dłuta Edvarda Eriksena, 1957.

Edvard Eriksen, wł. Edvard Christian Johannes Eriksen (ur. 10 marca 1876 w Kopenhadze, zm. 12 stycznia 1959 tamże) – duńsko-islandzki rzeźbiarz, twórca posągu Małej Syrenki w Kopenhadze.

## Biografia
Uczył się jako rzeźbiarz, po czym w latach 1894–1899 uczęszczał do Królewskiej Duńskiej Akademii Sztuk Pięknych.
W latach 1908–1919 wykładał w Akademii Królewskiej, a w latach 1930–1953 był konserwatorem w Muzeum Thorvaldsena w Kopenhadze.
Przez wiele lat, razem z rodziną podróżował po Włoszech, ucząc się rzeźbienia w marmurze; został honorowym profesorem w Accademia di Belle Arti di Carrara w Carrarze.
W 1932 został mianowany Kawalerem Orderu Danebroga.
W 1900 ożenił się z Eline Vilhelmine Møller, która stała się wzorem dla prawie wszystkich jego damskich rzeźb, m.in. pozowała do rzeźby Mała Syrenka. Mieli pięcioro dzieci.
Edvard Eriksen zmarł 12 stycznia 1959 a jego żona, Eline, 24 września 1963. Zostali pochowani obok siebie na cmentarzu Vestre w Kopenhadze.

## Ważniejsze dzieła
Najbardziej znany jest jako twórca posągu Małej Syrenki (dun. Den lille Havfrue) w Kopenhadze, którą wykonał w latach 1909–1913.
Do innych znanych jego dzieł należą m.in. zamówione przez  duńskiego w 1908 alegoryczne posągi wykonane w marmurze: Smutek, Pamięć i Miłość (dun. Sorgen, ukończony w 1914; Erindringen, uk. w 1915; i Kærligheden, uk. w 1917) umieszczone na sarkofagu króla Danii Chrystiana IX i królowej Luizy, który znajduje się w katedrze w Roskilde, miejscu pochówku monarchów duńskich.
Inne jego znane prace to:
- Det bødes der for (Cierpiąca, 1901) – jego pierwsza, życzliwie przyjęta praca, wystawiona na wystawie w Charlottenborgu w 1902
- Den første Sorg (Pierwszy żal, 1902)
- Håbet (Nadzieja, 1904) – praca, którą w roku powstania zakupiło duńskie Państwowe Muzeum Sztuki
- Dommen (Sąd Ostateczny, 1905) – praca wyróżniona nagrodą w 1905
- Den korsfæstede Kristus (Ukrzyżowany Chrystus, 1925)
- Marmurowy posąg młodego mężczyzny (1927) – na grobie Henninga Lassa
- Billedhuggerkunstens Genius (Geniusz rzeźbiarstwa, 1929)
- Malerkunstens Genius (Geniusz malarstwa, 1929)
- Merkur med Ørnen (Merkury z orłem, 1943)
- Klods Hans (Głupi Jasio, 1957) – posąg na grobie Jeana Hersholta wzorowany na bohaterze baśni Hansa Christiana Andersena